# Bowstring Lake, Minnesota
Xã Bowstring Lake (tiếng Anh: Bowstring Lake Township) là một xã thuộc quận Itasca, tiểu bang Minnesota, Hoa Kỳ. Năm 2010, dân số của xã này là 1.166 người.